# Tomba alla cappuccina

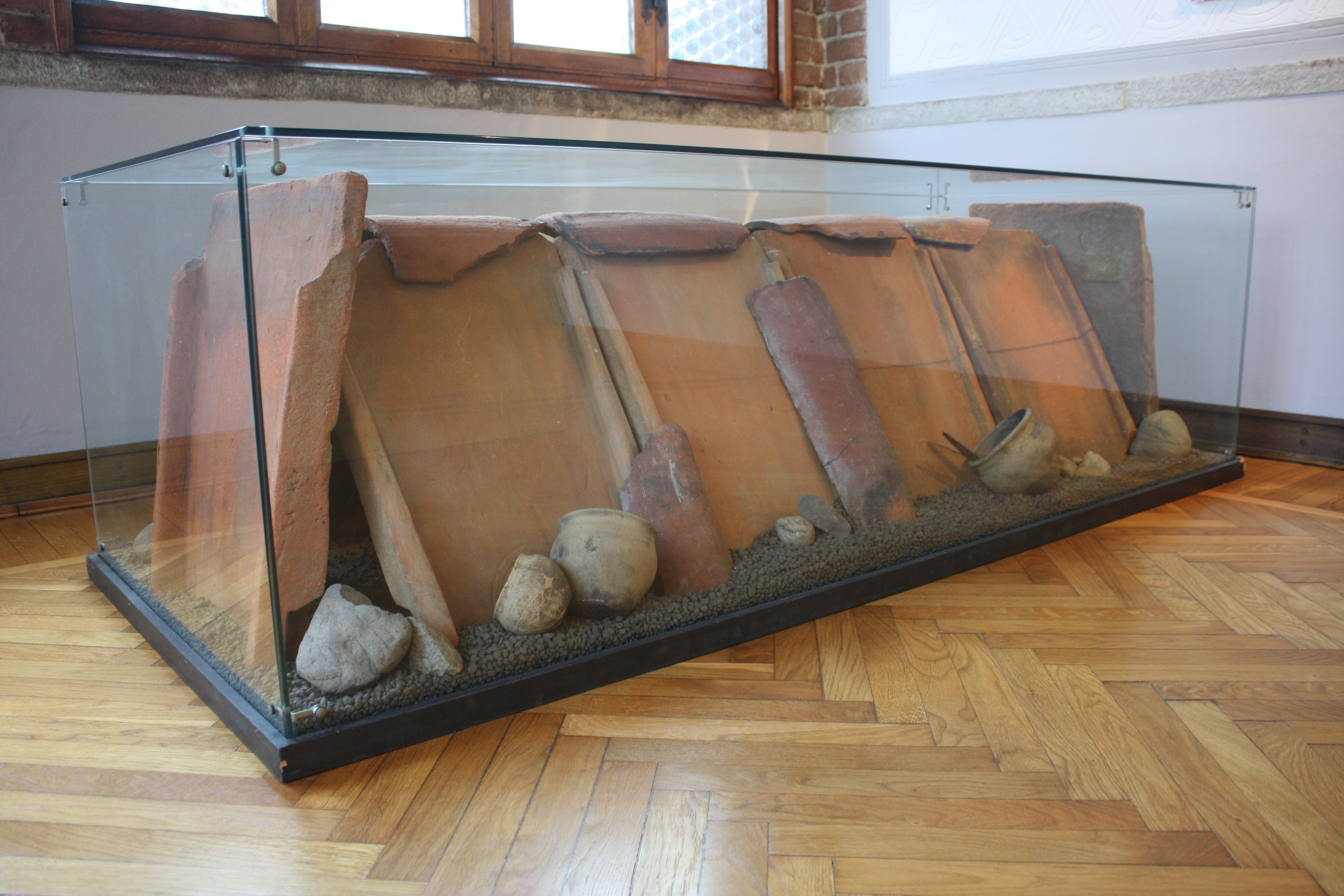
Una tomba alla cappuccina ricostruita nel Museo civico di Legnano

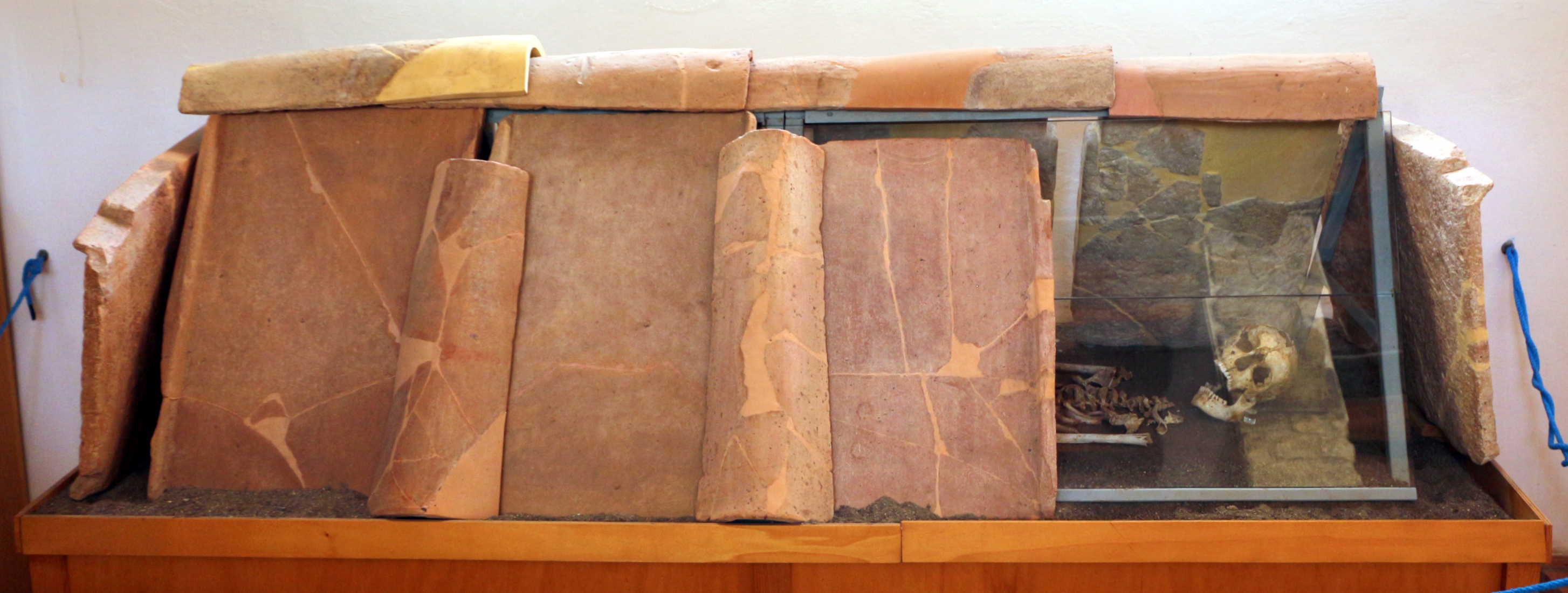
Tomba di una ragazza di 18/19 anni nel museo archeologico nazionale di Cosa

La tomba alla cappuccina è un tipo di inumazione etrusco-romana, diffusa soprattutto in epoca imperiale e destinata per lo più alle classi meno agiate.

## Descrizione
In una fossa venivano stese alcune lastre in terracotta, tipicamente prese dalle manifatture che producevano coppi per la copertura degli edifici, o in pietra, o sulla nuda terra. Vi veniva poi steso il defunto, o in una cassa lignea o semplicemente avvolto in un sudario, e in seguito coperto da tegoloni (tabellones), congiunti alle estremità e al vertice da embrici; il tutto poi veniva coperto di terra. Il corredo del defunto era per la maggior parte dei casi minimo, se non assente. 
Questo tipo di sepoltura viene detto così perché, se guardato in sezione frontale, ha la forma di un triangolo come il cappuccio dei frati cappuccini. 
Molto diffusa nell'età tardoantica, se ne riscontra l'uso anche nel primo medioevo.